# Jurgec
Jurgec je priimek v Sloveniji, ki ga je po podatkih Statističnega urada Republike Slovenije na dan 1. januar]ja 2010 uporabljalo 279 oseb.

## Znani nosilci priimka
- Dani Jurgec, knjižničar, Kranj
- Jaki Jurgec (*1972), baritonist, operni in koncertni pevec
- Janez Jurgec, politik, župan občine Cirkulane
- Lucija Jurgec, smučarska skakalka
- Miha Jurgec, direktor in solastnik podjetja LANCom
- Peter Jurgec (*1979), jezikoslovec, generativni fonolog v Kanadi
- Stane Jurgec (*1947), dirigent, glasbeni pedagog, zborovodja